# Niebla (novel·la)
Boira (en castellà: Niebla) és una novel·la (una nivola en realitat, segons la personal terminologia de l'escriptor) escrita per Miguel de Unamuno l'any 1907 i publicada el 1914. Aquesta novel·la va ser inclosa a la llista de les 100 millors novel·les en espanyol del segle XX del diari espanyol El Mundo.

## Context històric i social
Després de la mort d'Alfons XII al 1885, Espanya va patir un fort debilitament polític pel fet donat que Maria Cristina, viuda del rei difunt, prengués càrrec del regnat. Tant els terratinents conservadors com els liberals van defendre els principis de la monarquia absoluta, això va fer que esclatés una important quantitat de revoltes camperoles a Puerto Rico i Cuba, els últims territoris americans que encara es trobaven sota el govern de la Corona, la qual va obrir pas al moviment armat conegut com l'alçament de Baire